# لمه (پارچه)

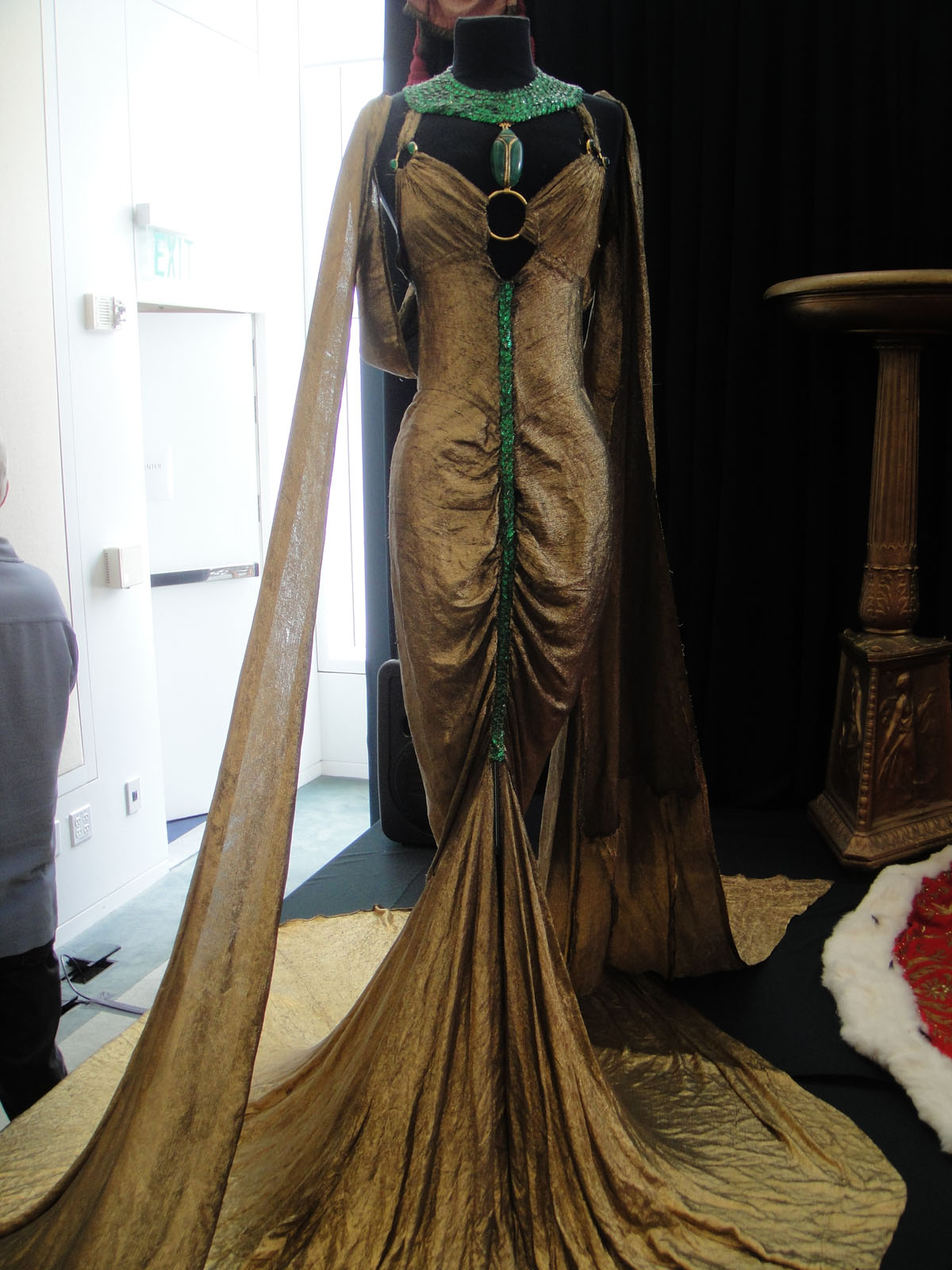
لباس مورد استفاده در فیلم کلئوپاترا (۱۹۳۴)

لمه (انگلیسی: Lamé) نوعی پارچه یا بافتنی با روبان‌هایی از فیبر فلزی است که دور الیاف طبیعی یا مصنوعی مانند ابریشم، نایلون یا اسپندکس (برای کشش بیشتر) را پوشش می‌دهد. رنگ آن به‌طور معمول طلایی یا نقره‌ای است. گاهی لمهٔ مسی نیز دیده می‌شود. در حال حاضر، تقریباً تمام لمه‌ها به جای نخ فلزی واقعی با الیاف متالایز مصنوعی ساخته می‌شوند و در هر رنگی موجود هستند. انواع رایج مورد استفاده در صنایع مد و لباس عبارتند از لمهٔ سیال، لمهٔ بافت، لمهٔ هولوگرام و لمهٔ براق.